# 赵吕甫
赵吕甫（1919年3月—1999年），祖籍安徽省休宁县，生于四川成都，是中国唐史研究学者，曾担任四川师范学院历史学教授 、唐史研究室主任，中国唐史学会理事顾问，四川历史学会理事顾问。 其父赵少咸是中国语言文字学家。 代表作《史通新校注》、《云南志校释》。

## 生平
大学期间师从中国著名历史学家顾颉刚，1944年毕业于复旦大学中文系，获得硕士学位。毕业后任教于成都石室中学和四川师范大学，之后任教于南充师范大学（现西华师范大学）。

## 著作

### 论著
- 《云南志校释》（1985年）
- 《史通新校注》（1990年）

### 论文
- 《唐代史馆考》，刊于南京《文化先锋》，1948年5月30日
- 《欧阳修史学初探》，刊于天津《历史教学》，1963年1月
- 《唐代的实录》，刊于《南充师范学院学报》，1981年1期
- 《牛僧孺、李德裕史事辨误》，刊于《南充师院学报》，1983年1期
- 《唐代初期的屯防军制》，刊于山东大学《文史哲》，1956年4期
- 《关于唐代前期军事屯田经营管理的几个问题》，刊于《四川师范学院学报》，1989年3期
- 《唐代吐鲁番文书“部田”“常田”名义释疑》，刊于《社会科学院《中国史研究》季刊，1984年4期
- 《从敦煌、吐鲁番文书看唐代“乡”的职权地位》，刊于社会科学院《中国史研究》季刊，1989年3期
- 《孙膑兵法·擒庞涓》中几个城邑问题的探讨》，刊于文物出版社《文物》月刊，1976年10期
- 《金文识小录》，刊于《中华文史论丛·语言文字专辑》下辑，1985年
- 《〈新唐书·地理志〉考异》，刊于《四川师院学报》，1990年2期